# Mokponeun hangguda
Mokponeun hangguda (목포는 항구다?), noto anche con il titolo internazionale Mokpo the Harbor, è un film del 2004 co-scritto e diretto da Kim Ji-hoon.

## Trama
Lee Su-cheol è un brillante investigatore, che tuttavia viene continuamente relegato a lavori d'ufficio per le sue pessime abilità sul campo. Deciso a prendersi la propria rivincita, decide allora di infiltrarsi in una banda di criminali specializzata nell'esportazione di droga.

## Distribuzione
In Corea del Sud la pellicola è stata distribuita dalla Korea Pictures a partire dal 2 febbraio 2004.